# Berkshire Hathaway
Berkshire Hathaway ([ˈbəːkʃɪə ˈhæθəweɪ], «Бе́ркшир Ха́тауэй» — американская холдинговая компания со штаб-квартирой в городе Омаха (штат Небраска). Является управляющей для большого количества компаний в различных отраслях. Компания целиком владеет такими компаниями как GEICO, Dairy Queen, Duracell, BNSF Railway, Lubrizol, Fruit of the Loom, Diamonds Helzberg, Long & Foster, FlightSafety International, Pampered Chef и NetJets, а также владеет 80 % акций Pilot Flying J. Кроме этого, Berkshire Hathaway является держателем пакетов акций компаний Kraft Heinz, American Express, Coca-Cola Company, Apple и других, а также Bank of America (10,86 %).
Компания в наше время во многом известна за счет своего лидера — Уоррена Баффета, который является председателем совета директоров и исполнительным директором. Вице-президентом компании являлся Чарли Мангер.
В списке крупнейших публичных компаний в мире Forbes Global 2000 за 2022 год Berkshire Hathaway заняла первое место. В списке крупнейших компаний США по размеру выручки Fortune 500 заняла 7-е место.

## История
История компании начинается в 1839 году, когда Оливер Чейс основал компанию «Велли-Фоллз» (Valley Falls Company), названную по городу в штате Род-Айленд, где она находилась. В 1929 году эта компания объединилась с «Беркширской хлопковой компанией» (Berkshire Cotton Manufacturing Company), основанной в 1889 году в городе Адамс, штат Массачусетс. Новая компания получила название «Беркширское тонкопрядильное партнёрство» (Berkshire Fine Spinning Associates).
В 1955 году в результате слияния компании Berkshire Fine Spinning Associates с «Промышленной компанией Хатауэя» (Hathaway Manufacturing Company), основанной Горацио Хатауэем в 1888 году, образовалась компания Berkshire Hathaway. Новая компания имела 15 фабрик, на которых работало 12 тысяч человек, оборот составлял 120 млн долларов. Штаб-квартира находилась там, где была основана компания Хатауэя — в Нью-Бедфорде, штат Массачусетс. Однако к концу десятилетия было закрыто 7 фабрик и уволена часть персонала.
В 1960 году Уоррен Баффетт начал скупать акции Berkshire Hathaway и к середине 1960-х годов стал держателем контрольного пакета. Поскольку текстильная промышленность в США приходила во всё больший упадок, компания Berkshire Hathaway под руководством Баффетта начала расширять сферу своих интересов, в основном в область страхования. Первым приобретением стала страховая компания National Indemnity Company в 1967 году. В 1985 году была закрыта последняя текстильная фабрика Berkshire Hathaway.
С конца 1970-х годов Berkshire Hathaway начала наращивать своё влияние в страховой компании госслужащих (Government Employees Insurance Company, GEICO), и в 1996 году GEICO стала дочерней компанией Berkshire Hathaway.
В 2010 году Berkshire Hathaway приобрела железнодорожную компанию Burlington Northern Santa Fe Corporation (BNSF), что стало крупнейшим приобретением Berkshire Hathaway на тот момент, сумма сделки составила 44 млрд долларов с учётом 10-миллиардного долга железнодорожной компании. С приобретением BNSF компания Berkshire Hathaway заняла её место в индексе Standard & Poor’s 500; до этого акции Berkshire Hathaway не входили ни в какие индексы из-за низкой ликвидности.
В 2015 году холдинг Berkshire Hathaway совершил ещё одно крупное приобретение — купил производителя авиационных деталей Precision Castparts Corp за 31,7 млрд долларов.
В 2016 году Фонд Баффетта увеличил долю в Apple Inc. Согласно статистике, в четвёртом квартале пакет фонда в компании составил 57,4 млн акций или 4,5 %. Сокращение на 70 % коснулись бумаг Wal-Mart Stores Inc. В четвёртом квартале фонд снизил вложения в бумаги компании до 1,393 млн акций в сравнении с 13 млн акций в конце третьего квартала 2016 года.
В конце января 2020 года стало известно о решении Berkshire Hathaway Inc. продать издающий 30 газет и более 49 еженедельных изданий медиахолдинг BH Media Group (BHMG) компании Lee Enterprises Inc. за 140 млн долларов. При этом Lee Enterprises Inc. с 2018 года управляет бумагами компаний Баффета, и Berkshire Hathaway предоставит ей кредит в размере 576 млн долларов под 9 % годовых для покупки и рефинансирования задолженности BHMG. Из продажи исключена недвижимость BH Media, которую Lee Enterprises арендует по 10-летнему контракту.
В мае 2020 года стало известно о распродаже холдингом на фоне пандемии COVID-19 всех имевшихся акций авиакомпаний США: American Airlines (10 %), Southwest Airlines (10 %), Delta Airlines (11 %) и United Airlines (9 %). Накануне была представлена корпоративная отчетность Berkshire Hathaway за первый квартал текущего года, по итогам которого чистые убытки превысили 49 млрд долларов (за такой же период в предыдущем году компания имела прибыль более 21 млрд долларов).
В октябре 2022 года за 11,6 млрд долларов была куплена американская страховая компания Alleghany Corporation. Она была основана в 1929 году, базируется в Нью-Йорке, основная специализация — перестрахование и специализированное страхование, страховые премии за 2021 год составили 8,5 млрд долларов.
В ноябре 2022 года Berkshire Hathaway инвестировала в Taiwan Semiconductor Company 4,1 млрд долларов, что стало крупнейшим вложением компании в третьем квартале этого года.

## Деятельность
Холдинговая компания Berkshire Hathaway занимается инвестициями, страхованием и перестрахованием. Berkshire в настоящее время владеет множеством компаний в различных отраслях экономики, таких как кондитерское дело, розничная торговля, железные дороги, предметов интерьера и ювелирный бизнес, а также региональные компании ЖКХ. Кроме полностью контролируемых компаний у Berkshire Hathaway есть также пакеты акций 50 компаний на сумму 320 млрд долларов (на конец 2022 года); среди них Apple ($135,7 млрд), Kraft Heinz Company (26,6 %, $12,6 млрд), American Express (20,4 %, $26,6 млрд), Bank of America ($33,3 млрд), Chevron ($26,7 млрд), The Coca-Cola Company ($24,0 млрд), HP Inc. ($2,9 млрд), Moody’s ($7,2 млрд), Occidental Petroleum (21,4 %, $11,8 млрд), Activision Blizzard ($4,2 млрд) и Paramount Global ($2,0 млрд). Инвестиции в эти и другие ценные бумаги в 2022 году принесли убыток 67,9 млрд долларов (в 2021 году — прибыль 78,5 млрд долларов).
В августе 2025 года стало известно, что Berkshire Hathaway приобрела 5 млн акций медицинской страховой компании в UnitedHealth за $1,6 млрд., а также продала свою долю в операторе T-Mobile за $1 млрд.

### Страхование
В страховых компаниях, входящих в состав холдинга, работает 50 тысяч человек, страховые премии в 2022 году составили 74,6 млрд долларов. Компании объединены в три группы:
- GEICO — штаб-квартира расположена в Чеви-Чейз (штат Мэриленд), осуществляет все виды страхования во всех штатах США; основным направлением является автострахование, на этом рынке компания занимает второе место в США с долей 12,8 %; страховые премии — 39 млрд долларов;
- Berkshire Hathaway Reinsurance Group — штаб-квартира расположена в Стамфорде (Коннектикут), предоставляет услуги перестрахования страховым компаниям в США и других странах; состоит из двух основных компаний, National Indemnity Company и General Reinsurance Corporation; страховые премии — 21,9 млрд долларов;
- Berkshire Hathaway Primary Group — штаб-квартира расположена в Омахе (штат Небраска), группа включает ряд отдельных страховых компаний (National Indemnity Company, The Berkshire Hathaway Homestate Companies, Berkshire Hathaway Specialty Insurance, MedPro Group, U.S. Liability Insurance Company, Berkshire Hathaway Direct Insurance Company, Alleghany Corporation); страховые премии — 13,7 млрд долларов.

### Железнодорожный транспорт
Это направление деятельности осуществляется через компанию Burlington Northern Santa Fe, LLC (BNSF), в которой работает 36 тыс. человек и которая управляет одной из крупнейших железнодорожных систем США; общая протяжённость железнодорожных линий, используемых компанией, составляет около 80 тысяч км, также в собственности или на правах аренды 7,5 тыс. локомотивов и 68 тыс. вагонов. Компания занимается только грузовыми перевозками, 38 % выручки даёт перевозка потребительских товаров, 23 % — промышленных товаров, 23 % — сельскохозяйственной продукции и 16 % — угля. Сеть компании охватывает средне-западные, западные, северо-западные, юго-западные и юго-восточные регионы и порты США, а также отдельные регионы Канады и Мексики. На компанию приходится около половины железнодорожных перевозок в западной части США. Выручка компании в 2022 году составила 25,2 млрд долларов, чистая прибыль — 5,9 млрд долларов.

### Коммунальное хозяйство
Berkshire Hathaway контролирует 92 % акций Berkshire Hathaway Energy Company. В этой компании работает 24 тыс. человек, она обслуживает 5,2 млн клиентов в США (газо- и электроснабжение), управляет пятью газопроводами в США общей протяжённостью 35 тыс. км и линиями электропередач в Великобритании и канадской провинции Альберта, собственные электрогенерирующие мощности составляют 27,5 ГВт. Также компания владеет второй крупнейшей в США сетью брокерских контор по недвижимости. Выручка подразделения в 2022 году составила $26,4 млрд. Основные дочерние компании Berkshire Hathaway Energy:
- PacifiCorp — электроснабжение в штатах Орегон, Юта, Вайоминг, Вашингтон, Айдахо и Калифорния;
- MidAmerican Energy Company — газо- и электроснабжение в штатах Айова, Иллинойс, Южная Дакота и Небраска;
- NV Energy, Inc. — эта купленная в декабре 2013 года компания осуществляет электроснабжение в штате Невада;
- Northern Powergrid (Northeast) Ltd. и Northern Powergrid (Yorkshire) plc — электроснабжение в северо-восточной Англии (Великобритания);
- AltaLink L.P. — купленная в декабре 2014 года компания, обслуживающая ЛЭП в канадской провинции Альберта;
- Northern Natural Gas Company (Небраска) и Kern River Gas Transmission Company (Юта) — компании, обслуживающие газопроводы;
- BHE Renewables — базирующаяся в Айове компания, реализующая проекты в сфере возобновляемых источников энергии (ветрогенераторы, солнечные электростанции); объекты общей мощностью 6 ГВт находятся в штатах Калифорния, Иллинойс, Техас, Небраска, Нью-Йорк, Аризона, Миннесота, Канзас, Гавайи, а также на Филиппинах;
- HomeServices of America, Inc. — сеть из 930 брокерских контор в 30 штатах, в ней работает 45 тысяч агентов по недвижимости; помимо посреднических услуг компания также осуществляет ипотечное кредитование, страхование и транспортные услуги.

### Промышленная продукция
В производстве промышленной продукции Berkshire Hathaway занято 191 тыс. человек, оборот этого подразделения в 2022 году составил $30,8 млрд. Основные компании этого подразделения:
- Lubrizol Corporation — химическая компания в сфере тонкого органического синтеза, производит смазочные материалы и другие жидкости для применения в промышленности, а также бытовую химию; предприятия и лаборатории в 31 стране, продукция реализуется в 120 странах;
- IMC International Metalworking Companies — один из крупнейших в мире производителей карбидных металлорежущих инструментов с производственными мощностями в Израиле, США, Германии, Италии, Франции, Швейцарии, Южной Корее, Китае, Индии, Японии и Бразилии;
- Precision Castparts Corporation — производство комплектующих для аэрокосмической, оборонной и энергетической промышленности;
- Marmon Holdings, Inc. — холдинговая компания, включающая около 400 предприятий в США и 18 других странах; основные направления деятельности:
  - Foodservice Technologies — оборудование для пищевой промышленности, предприятия в США, Мексике, Китае, Чехии и Италии
  - Water Technologies — оборудование для очистки воды для частного и промышленного применения, основные операции в США, Канаде, Китае, Сингапуре, Индии и Польше
  - Transportation Products — производство автокомплектующих
  - Retail Solutions — производство торгового оборудования
  - Metal Services — производство труб
  - Electrical — производство электрических кабелей
  - Plumbing & Refrigeration — производство изделий из меди, алюминия и нержавеющей стали для систем водоснабжения, вентиляции, обогрева и кондиционирования воздуха
  - Industrial Products — строительные материалы, осветительная техника, электромоторы, оборудование для производства свинцовых аккумуляторов
  - Rail & Leasing — производство и лизинг железнодорожных вагонов
  - Crane Services — услуги подъёмных кранов в Северной Америке и Австралии
  - Medical — производство медицинского оборудования;
- CTB International Corporation — производство сельскохозяйственного оборудования;
- LiquidPower Specialty Products — производство антитурбулентных присадок для нефте- и газопроводов;
- Scott Fetzer Company[англ.] — производитель широкого спектра потребительских и промышленных товаров.

### Строительные материалы
В компаниях, связанных с производством стройматериалов, работает 39 тысяч человек, оборот этого подразделения в 2022 году составил $28,9 млрд. Основные компании:
- Clayton Homes[англ.] — строительная компания со штаб-квартирой в штате Теннеси, крупнейший в США производитель готовых домов и модульных конструкций;
- Shaw Industries Group, Inc. — базирующийся в Дальтоне (Джорджия) производитель ковров и других напольных покрытий, а также искусственных травяных покрытий для спортивных арен;
- Johns Manville — производитель стройматериалов, в основном специализирующийся на изоляционных материалах из стекловолокна; штаб-квартира расположена в Денвере (Колорадо), у компании 43 предприятия в Северной Америке, Европе и Китае;
- MiTek Industries, Inc. — эта компания со штаб-квартирой в Честерфилде (Миссури) в свою очередь объединяет ряд компаний в 21 стране с достаточно широким спектром продукции в сфере строительства жилых и промышленных объектов;
- Benjamin Moore & Co. — базирующийся в Монтвейле (Нью-Джерси) производитель лакокрасочных покрытий;
- Acme Brick Company — производитель кирпичей и бетонных и известняковых блоков, штаб-квартира в Форт-Уэрте (Техас), 36 предприятий в Техасе и Алабаме.

### Потребительские товары
В производстве потребительских товаров в составе Berkshire Hathaway заняты 54 тысячи человек, оборот этого подразделения в 2022 году составил 16,1 млрд долларов. Основные компании:
- Fruit of the Loom — производитель одежды со штаб-квартирой в Боулин-Грин (Кентукки); 84 % продаж приходится на США (в основном через супермаркеты Walmart), основные производственные мощности в Гондурасе и других странах Центральной Америки, а также в Марокко и некоторых странах Азии;
- Garan — производитель детской одежды;
- Fechheimer Brothers — производитель униформы;
- The H.H. Brown Shoe Group — производитель обуви;
- Forest River, Inc. — эта компания со штаб-квартирой в Элкхарт (Индиана) выпускает прогулочные автомобили, трейлеры, автобусы, понтонные лодки и другие транспортные средства;
- Duracell Company — этот крупнейший в мире производитель щелочных батареек (с долей на рынке 36 %) был куплен у Procter & Gamble в феврале 2016 года; штаб-квартира в Чикаго (Иллинойс);
- Albecca Inc. — производитель рам и рамок под торговой маркой Larson-Juhl, работает в 13 странах мира, штаб-квартира в Норкоссе (Джорджия);
- Richline Group, Inc. — группа компаний, специализирующаяся на производстве ювелирных изделий и бижутерии, состоит из четырёх подразделений: Richline Jewelry, LeachGarner, Rio Grande и Inverness.

### Сфера услуг
В сфере услуг задействовано 55 тыс. человек, она принесла компании выручку в размере $19,0 млрд (не считая McLane Company). Основные компании:
- McLane Company, Inc. — оптовая торговля во всех 50 штатах США, основными клиентами являются Walmart (15,5 % от выручки McLane), 7-Eleven (14,2 %) и Yum! Brands (12 %), а также другие сети супермаркетов, магазинов, аптек, ресторанов, военные базы; оборот в 2022 году составил 53,2 млрд долларов;
- FlightSafety International Inc. — компания занимается подготовкой пилотов и другого персонала гражданской и военной авиации, в том числе разработкой и производством симуляторов полёта; штаб-квартира находится в Нью-Йоркском аэропорту Ла-Гуардия, тренировочные центры помимо США имеются в Канаде, Китае, Франции, Японии, Норвегии, Сингапуре, ЮАР, Нидерландах и Великобритании;
- NetJets Inc. — компания является оператором разделённого владения самолётами (то есть позволяет клиентам использовать авиатранспорт определённое количество часов в год); штаб-квартира находится в Колумбусе (Огайо), европейский центр в Лиссабоне (Португалия);
- TTI, Inc. — изготовление радиодеталей (пассивных, электромеханических, полупроводниковых) для производителей электроники, продукция распространяется в Северной Америке, Европе, Азии и Израиле, штаб-квартира в Форт-Уэрте (Техас);
- XTRA Corporation — лизинг грузового автотранспорта, штаб-квартира в Сент-Луисе (Миссури);
- International Dairy Queen — обслуживает более 7000 магазинов, работающих под торговыми марками DQ Grill and Chill, Dairy Queen и Orange Julius и продающих молочные и фруктовые десерты и напитки;
- Business Wire — распространение пресс-релизов через электронные СМИ;
- CORT Business Services Corporation — перевозка и сдача напрокат мебели;
- WPLG[англ.] — флоридская телекомпания, входящая в сеть ABC;
- Charter Brokerage — логистические услуги для химической и нефтеперерабатывающей промышленности.

### Розничная торговля
В розничной торговле компаний в составе Berkshire Hathaway занято 26 тыс. человек, оборот в 2022 году составил 19,2 млрд долларов. Основные из этих компаний:
- Berkshire Hathaway Automotive Group, Inc. — это название было дано купленной в 2015 году группе компаний, занимающихся продажей новых и подержанных автомобилей в США; основным рынком группы являются штаты Аризона и Техас, на них приходится 75 % выручки; 90 % выручки приходится на машины торговых марок Toyota, Lexus, General Motors, Ford, Lincoln, Nissan, Infiniti, Honda, Acura;
- Nebraska Furniture Mart, R.C. Willey Home Furnishings, Star Furniture Company и Jordan’s Furniture, Inc. — сети мебельных торговых центров;
- Borsheim Jewelry Company, Inc. — компания, управляющая торговым центром в Омахе (Небраска), продающим ювелирные изделия, часы, хрусталь, фарфор и другие коллекционные товары; аналогичный ассортимент в магазинах ещё двух дочерних компаний, Helzberg’s Diamond Shops, Inc. и The Ben Bridge Corporation.
- See’s Candies — торгует шоколадом и другой кондитерской продукцией, преимущественно в Калифорнии;
- The Pampered Chef, Ltd. — занимается распространением дорогой кухонной утвари;
- Oriental Trading Company — базирующаяся в Омахе (Небраска) компания, торгующая канцтоварами, игрушками и материалами для творчества;
- Detlev Louis Motorrad — эта компания со штаб-квартирой в Гамбурге (Германия) была куплена в 2015 году; занимается продажей одежды и аксессуаров для мотоспорта.
- Pilot Travel Centers — парковки с магазинами и АЗС на автотрассах, 80 %.

|                     | 2001…  | 2006…  | 2011  | 2012  | 2013  | 2014  | 2015  | 2016  | 2017  | 2018  | 2019  | 2020  | 2021  | 2022   | 2023  |
| ------------------- | ------ | ------ | ----- | ----- | ----- | ----- | ----- | ----- | ----- | ----- | ----- | ----- | ----- | ------ | ----- |
| Оборот              | 38,64… | 98,58… | 143,7 | 162,5 | 182,4 | 194,7 | 210,9 | 223,6 | 242,1 | 247,8 | 254,6 | 245,6 | 276,2 | 302,1  | 364,5 |
| Чистая прибыль      | 0,795… | 11,02… | 10,25 | 14,82 | 19,48 | 19,87 | 24,08 | 24,07 | 44,94 | 4,022 | 81,42 | 42,52 | 89,80 | -22,82 | 96,22 |
| Активы              | 162,8… | 248,4… | 392,6 | 427,5 | 484,6 | 525,9 | 552,3 | 620,9 | 702,1 | 707,8 | 817,7 | 873,7 | 958,8 | 948,5  | 1070  |
| Собственный капитал | 57,95… | 108,4… | 164,9 | 187,6 | 221,0 | 239,2 | 254,6 | 282,1 | 348,3 | 348,7 | 424,8 | 443,2 | 506,2 | 472,4  | 561,3 |

В годовом отчёте компании за 2022 год Уоррен Баффетт отмечал, что из 32,3 трлн долларов, собранных Министерством финансов США в виде налогов за период с 2012 по 2021 год, 32 млрд долларов пришлось на Berkshire Hathaway.

## Собственники и руководство

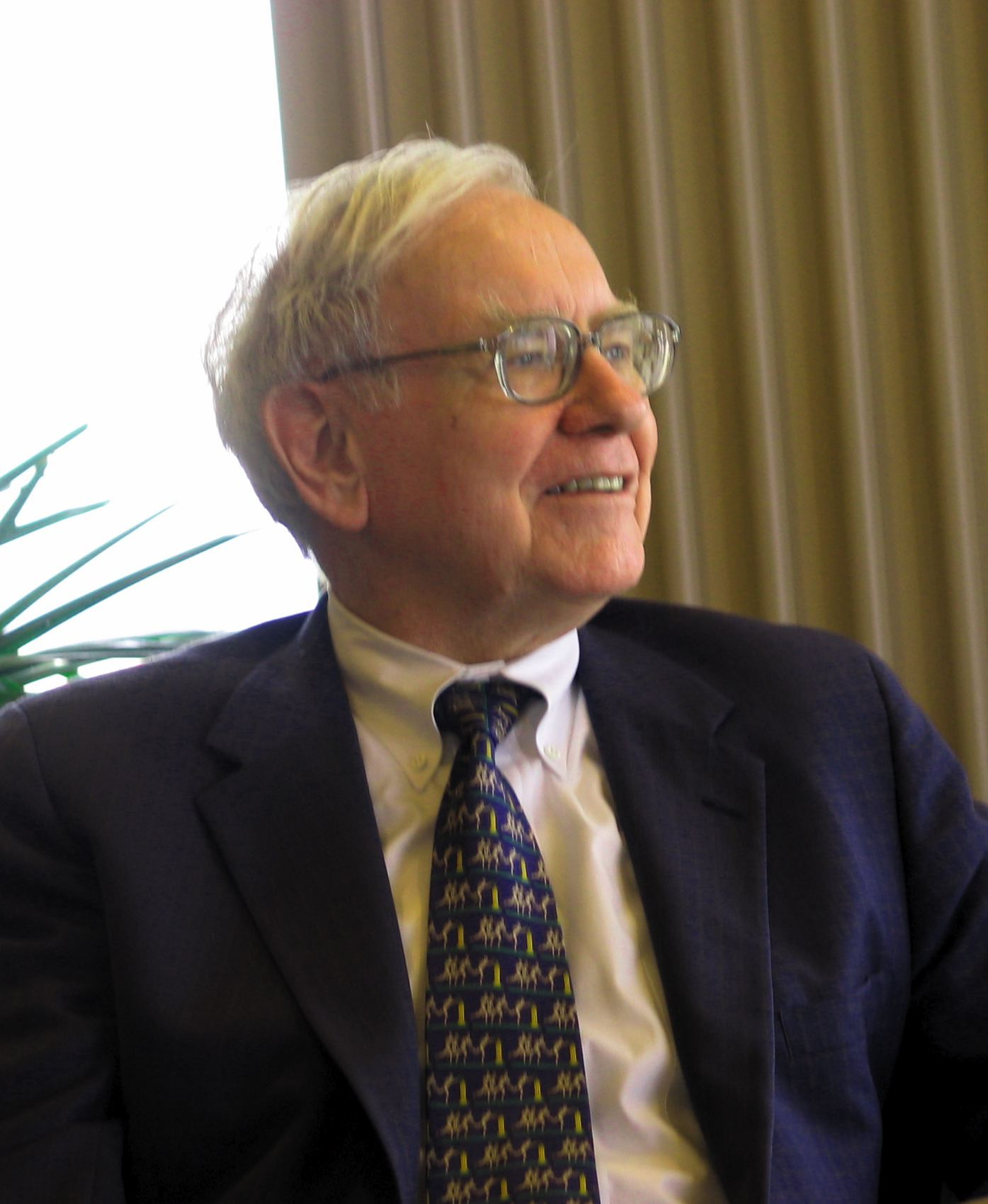
Уоррен Баффет

Председатель совета директоров и генеральный директор Berkshire Hathaway Уоррен Баффет владеет 227 416 акциями класса А компании, что даёт ему 31 % голосов на собраниях акционеров. Акциями класса А также владеют его дочь Сьюзан Баффет (80 акций) и член совета директоров Рональд Олсон (145 акций).
Зарплата Уоррена Баффета составляет 100 тысяч долларов в год, он не получает ни премий, ни опционов. В то же время зарплата его заместителя, Грега Абеля, в 2023 году составила 20 млн долларов, средний доход генеральных директоров компаний из индекса S&P 500 в 2022 году составил 17 млн долларов. Однако в 2023 году Berkshire Hathaway потратила 314 тыс. долларов на охрану Баффета и его дома.
По состоянию на конец 2023 года 65 % акций класса B принадлежат институциональным инвесторам, крупнейшими из них были The Vanguard Group (11,1 %), BlackRock (8,0 %), State Street Corporation (5,3 %), Geode Capital Management (2,6 %), Morgan Stanley (1,8 %), Bill & Melinda Gates Foundation Trust (1,5 %), Northern Trust (1,2 %), The Bank of New York Mellon (1,0 %)

## Собрания акционеров
По данным на 2006 год, ежегодные собрания акционеров компании посещало в среднем 20 тысяч человек. Собрания получили шутливое прозвище «Вудсток для капиталистов» (англ. Woodstock for Capitalists).